# 临港镇
临港镇，是中华人民共和国江西省景德镇市乐平市下辖的一个乡镇级行政单位。

## 行政区划
临港镇下辖以下地区：
临港村、下牌村、汪家村、下石村、中堡村、九墩村、胡家村、罗家村、李边村、港边村、古田村、下堡村、百桥村、四联村、睦乐村和古溪村。